# Henry Frères (cràter)
|  | No s'ha de confondre amb Henry (cràter), Henry (cràter lunar Apollo), o Henri (cràter). |

Henry Frères és un cràter d'impacte que es troba a la part sud-oest de la cara visible de la Lluna, just a l'oest-nord-oest del cràter Henry, un impacte de diàmetre similar. A l'oest-sud-oest de Henry Frères apareix el cràter molt més gran Byrgius. El sistema de marques radials del cràter satèl·lit Byrgius A travessa Henry Frères, formant un rastre tènue des de l'oest cap a l'est.

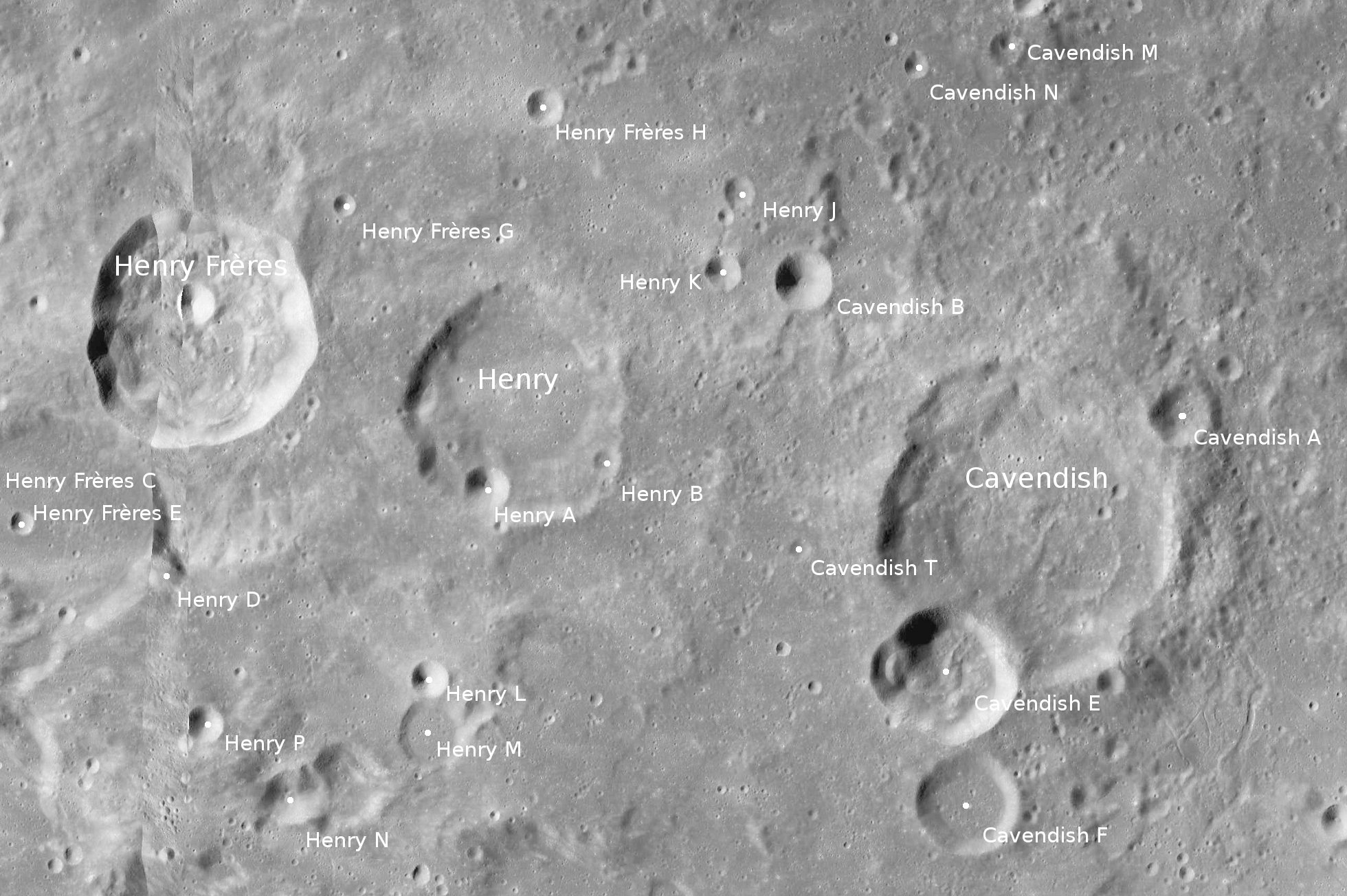
Localització de Henry Frères (superior esquerra de la imatge)
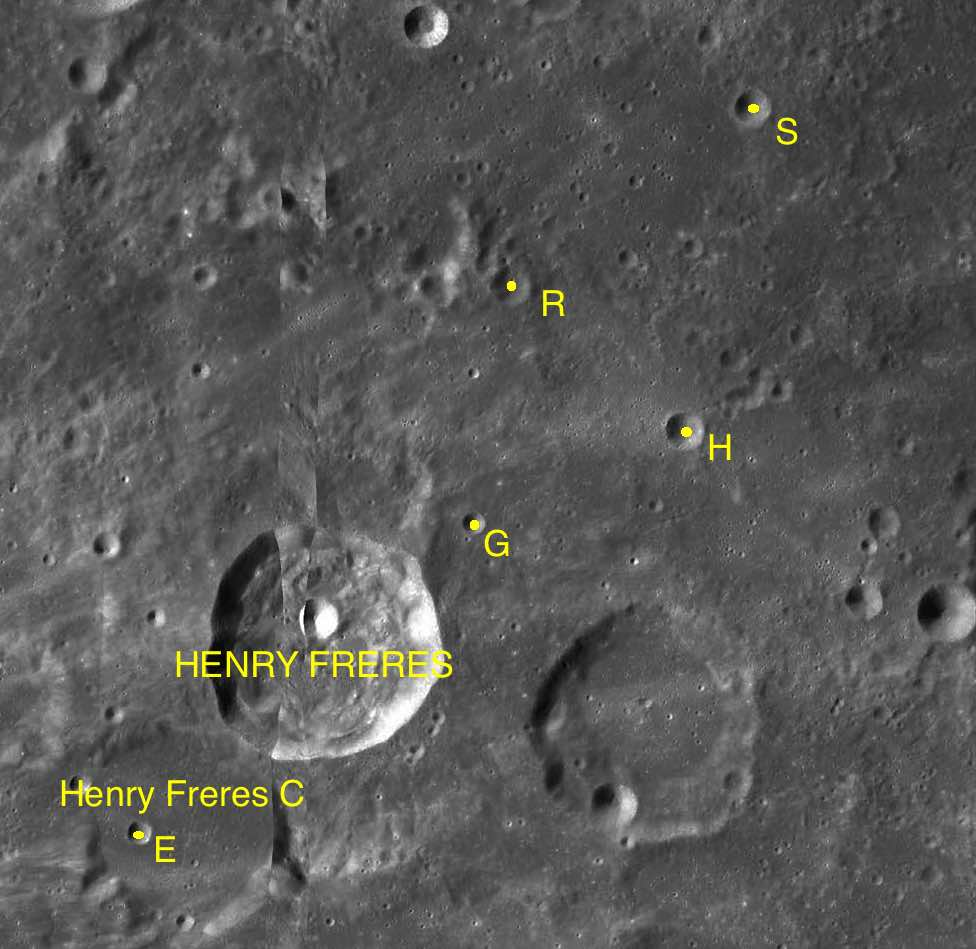
Cràters satèl·lit

La vora exterior de Henry Frères és gairebé circular, amb una lleugera protuberància cap al sud-oest. Però quan es veu des de la Terra aquest cràter presenta una forma ovalada a causa de l'escorç. La vora presenta una certa irregularitat al costat nord-est, però la vora no està erosionada significativament o marcada per altres cràters. La part occidental del sòl interior té algunes àrees irregulars, amb un petit cràter situat a la part nord.

## Cràters satèl·lit
Per convenció aquests elements són identificats en els mapes lunars posant la lletra en el costat del punt central del cràter que està més proper a Henry Frères.
| Henry Frères | Coordenades                          | Diàmetre |
| ------------ | ------------------------------------ | -------- |
| C            | 24° 36′ S, 59° 42′ O / 24.6°S,59.7°O | 37 km    |
| E            | 24° 36′ S, 60° 00′ O / 24.6°S,60.0°O | 4 km     |
| G            | 22° 48′ S, 58° 00′ O / 22.8°S,58.0°O | 4 km     |
| H            | 22° 18′ S, 56° 36′ O / 22.3°S,56.6°O | 6 km     |
| R            | 21° 30′ S, 57° 48′ O / 21.5°S,57.8°O | 7 km     |
| S            | 20° 30′ S, 56° 24′ O / 20.5°S,56.4°O | 6 km     |